# 엔리코 콜런토니
엔리코 콜런토니(Enrico Colantoni, 1963년 2월 14일 ~ )는 캐나다의 배우이다.

## 출연 작품

### 영화
- 갤럭시 퀘스트 (1999)
- A.I. (2001)
- 풀 프론탈 (2002)
- 컨테이젼 (2011) - 데니스 프렌치 역
- 어 뷰티풀 데이 인 더 네이버후드 (2019)

### 텔레비전
- 저스트 슛 미 (1997-2003)
- 스타게이트 SG-1 (2003)
- 탐정 몽크 (2004)
- 베로니카 마스 (2004-07, 2019)
- 넘버스 (2007)
- 플래시포인트 (2008-12)
- 본즈 (2010)
- 퍼슨 오브 인터레스트 (2011-16)
- 레머디 (2014-15)
- 아이좀비 (2016-18)
- 웨스트월드 (2020)